# Saint-Pierreville
Saint-Pierreville est une commune française située dans le département de l'Ardèche, en région Auvergne-Rhône-Alpes.
Ses habitants sont appelés les Saint-Pierrevillois.

## Géographie

### Situation et description
Le village de Saint-Pierreville se situe au centre du département de l'Ardèche, dans la région Auvergne-Rhône-Alpes. À vol d'oiseau, il est à 13 kilomètres de Privas, 23 km d'Aubenas, 35 km de Valence, 102 km de Nîmes ou encore 113 km de Lyon. Du fait de la configuration géographique, avec un relief très accidenté (Boutières), les distances par la route sont largement doublées.

### Communes limitrophes
Le territoire communal de Saint-Pierreville est limitrophe de cinq autres communes :
| Saint-Genest-Lachamp |                   | Gluiras                |
| Albon-d'Ardèche      | Saint-Pierreville | Saint-Étienne-de-Serre |
|                      | Issamoulenc       |                        |

### Climat
Pour des articles plus généraux, voir Climat d'Auvergne-Rhône-Alpes et Climat de l'Ardèche.
En 2010, le climat de la commune est de type climat méditerranéen altéré, selon une étude du CNRS s'appuyant sur une série de données couvrant la période 1971-2000. En 2020, Météo-France publie une typologie des climats de la France métropolitaine dans laquelle la commune est exposée à un climat de montagne ou de marges de montagne et est dans une zone de transition entre les régions climatiques « Moyenne vallée du Rhône » et « Sud-est du Massif Central ». 
Pour la période 1971-2000, la température annuelle moyenne est de 10,3 °C, avec une amplitude thermique annuelle de 17,1 °C. Le cumul annuel moyen de précipitations est de 1 262 mm, avec 8 jours de précipitations en janvier et 5,3 jours en juillet. Pour la période 1991-2020, la température moyenne annuelle observée sur la station météorologique installée sur la commune est de 11,9 °C et le cumul annuel moyen de précipitations est de 1 393,0 mm,. Pour l'avenir, les paramètres climatiques de la commune estimés pour 2050 selon différents scénarios d'émission de gaz à effet de serre sont consultables sur un site dédié publié par Météo-France en novembre 2022.
| Mois                                  | jan.          | fév.           | mars          | avril         | mai           | juin          | jui.          | août          | sep.          | oct.          | nov.          | déc.           | année      |
| ------------------------------------- | ------------- | -------------- | ------------- | ------------- | ------------- | ------------- | ------------- | ------------- | ------------- | ------------- | ------------- | -------------- | ---------- |
| Température minimale moyenne (°C)     | −0,1          | −0,2           | 2,3           | 5,4           | 8,2           | 11,6          | 13,6          | 13            | 10,4          | 7,5           | 3,7           | 0,3            | 6,3        |
| Température moyenne (°C)              | 3,8           | 4,5            | 7,8           | 11,4          | 14,4          | 18,4          | 21            | 20,2          | 16,9          | 12,6          | 7,7           | 4,3            | 11,9       |
| Température maximale moyenne (°C)     | 7,7           | 9,1            | 13,2          | 17,4          | 20,5          | 25,3          | 28,4          | 27,4          | 23,4          | 17,6          | 11,8          | 8,2            | 17,5       |
| Record de froid (°C) date du record   | −10 19.01.17  | −14,1 05.02.12 | −6,8 16.03.13 | −4,8 08.04.21 | −0,6 07.05.19 | 3,7 08.06.19  | 7 18.07.11    | 6,2 14.08.06  | 3,3 27.09.10  | −3,9 30.10.12 | −7,9 28.11.13 | −11,7 18.12.10 | −14,1 2012 |
| Record de chaleur (°C) date du record | 19,4 30.01.13 | 23,2 23.02.20  | 24 31.03.12   | 27,5 20.04.18 | 33,2 24.05.09 | 39,2 27.06.19 | 37,4 24.07.19 | 39,2 23.08.23 | 32,8 16.09.19 | 29,9 09.10.23 | 23,2 06.11.15 | 17,5 31.12.21  | 39,2 2023  |
| Précipitations (mm)                   | 108,2         | 69,1           | 76,9          | 103,7         | 107,8         | 75,4          | 73,3          | 90,8          | 148,9         | 209           | 203,4         | 126,5          | 1 393      |

### Hydrographie
La commune de Saint-Pierreville est traversée par deux principales rivières : 
- la Glueyre, qui ne passe pas directement au pied du village mais au nord de celui-ci, le long de la départementale 102, traversant les hameaux de : l'Ancien Moulin du cros, Pra-long, Chabriol-bas, Couveignes, Moyère, Pont de Moyère, Chantemerle, le pont de Rastelayre et la Ribeyre. Plus largement le cours d'eau prend sa source à Mézilhac (à 1 240 mètres d'altitude) et traverse pas moins de huit communes avant de se jeter dans l'Eyrieux à Saint-Sauveur-de-Montagut après avoir parcouru 26,7 kilomètres ;
- la Veyruègne coule en bas du village et est un des principaux affluent de la Glueyre. Elle prend sa source au pied du Col des Quatre Vios, à 1 122 mètres d'altitude, et parcourt 12,4 km pour un dénivelé moyen de 5,35 % par kilomètre.

Ces deux rivières peuvent se montrer très capricieuses et provoquer d'importants dégâts. C'est plus fréquemment le cas en automne lors d'épisodes cévenols (Pluies cévenoles), comme ceux particulièrement remarquables de 1930, 2003, 2013 ou 2014.

### Lieux-dits, hameaux et écarts
- Les Combeaux

Les Combeaux est une ferme située dans la haute vallée de l'Eyrieux. La vie de ses habitants a fait l'objet d'un livre en 2000 : L'Arbre aux sept vies, les sept fils de Philémon de Sylvie Crolard et Sylvette Béraud Williams et d'un documentaire en 2009 : La Ferme des Combeaux de François-Guy Yzebe.
La variété de châtaigne appelée Comballe est originaire de cette ferme.

## Urbanisme

### Typologie
Au 1er janvier 2024, Saint-Pierreville est catégorisée commune rurale à habitat dispersé, selon la nouvelle grille communale de densité à 7 niveaux définie par l'Insee en 2022.
Elle est située hors unité urbaine et hors attraction des villes,.

### Occupation des sols
L'occupation des sols de la commune, telle qu'elle ressort de la base de données européenne d’occupation biophysique des sols Corine Land Cover (CLC), est marquée par l'importance des forêts et milieux semi-naturels (85,2 % en 2018), en diminution par rapport à 1990 (86,2 %). La répartition détaillée en 2018 est la suivante : forêts (63,9 %), milieux à végétation arbustive et/ou herbacée (21,2 %), prairies (8,8 %), zones agricoles hétérogènes (6 %).
L'évolution de l’occupation des sols de la commune et de ses infrastructures peut être observée sur les différentes représentations cartographiques du territoire : la carte de Cassini (XVIIIe siècle), la carte d'état-major (1820-1866) et les cartes ou photos aériennes de l'IGN pour la période actuelle (1950 à aujourd'hui).

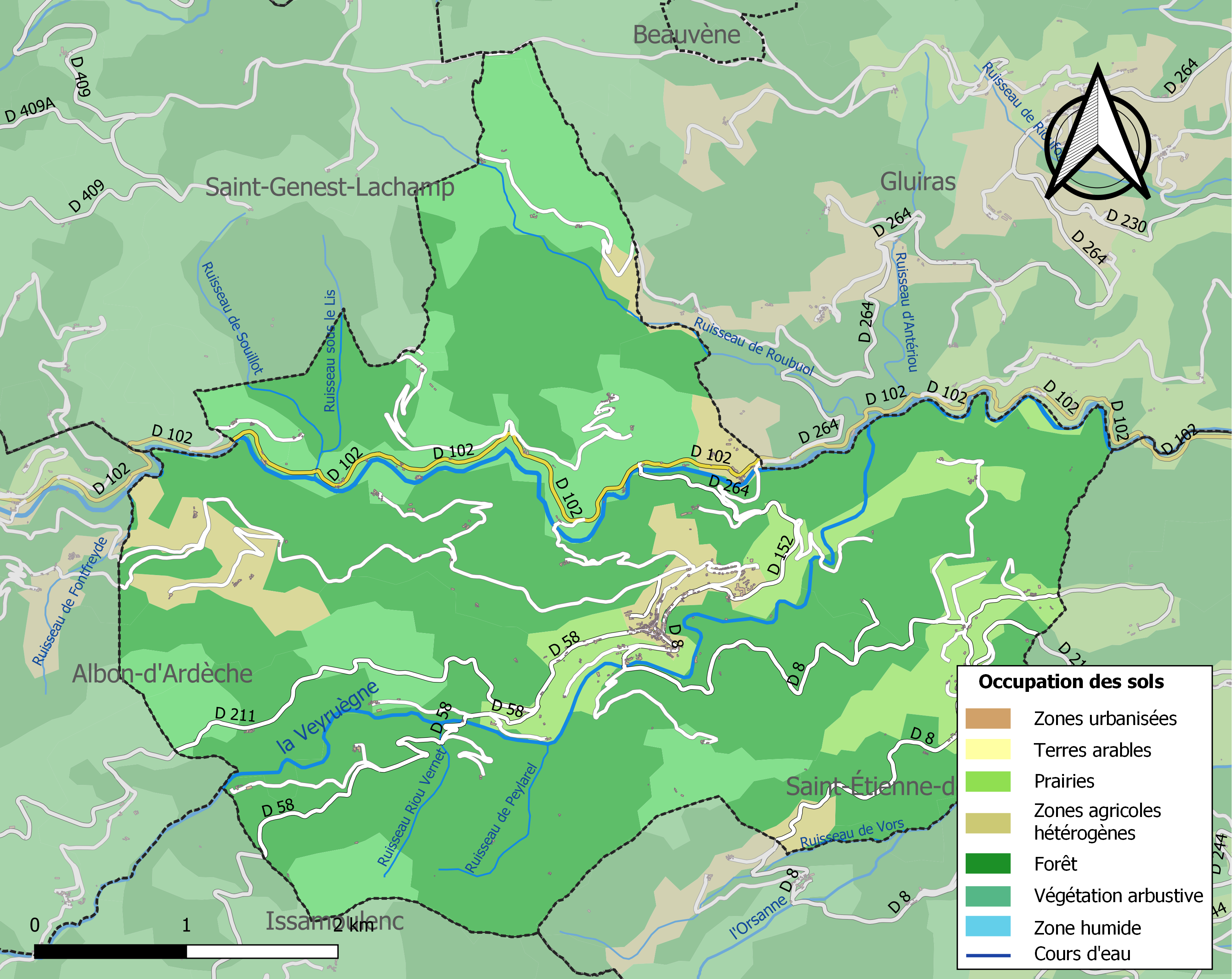
Carte des infrastructures et de l'occupation des sols de la commune en 2018 (CLC).

### Voies de communication et transports
Les routes départementales 102 et 8 traversent le territoire de la commune et relient celle-ci à la commune de Saint-Sauveur-de-Montagut.

### Risques naturels

#### Risques sismiques
L'ensemble du territoire de la commune de Saint-Pierreville est situé en zone de sismicité no 2 (sur une échelle de 5), comme la plupart des communes situées sur le plateau et la montagne ardéchoise.
| Type de zone | Niveau           | Définitions (bâtiment à risque normal) |
| ------------ | ---------------- | -------------------------------------- |
| Zone 2       | Sismicité faible | accélération = 1,1 m/s2                |

## Toponymie
La commune est appelée en occitan Sant Pèire Viala[réf. nécessaire].

## Histoire

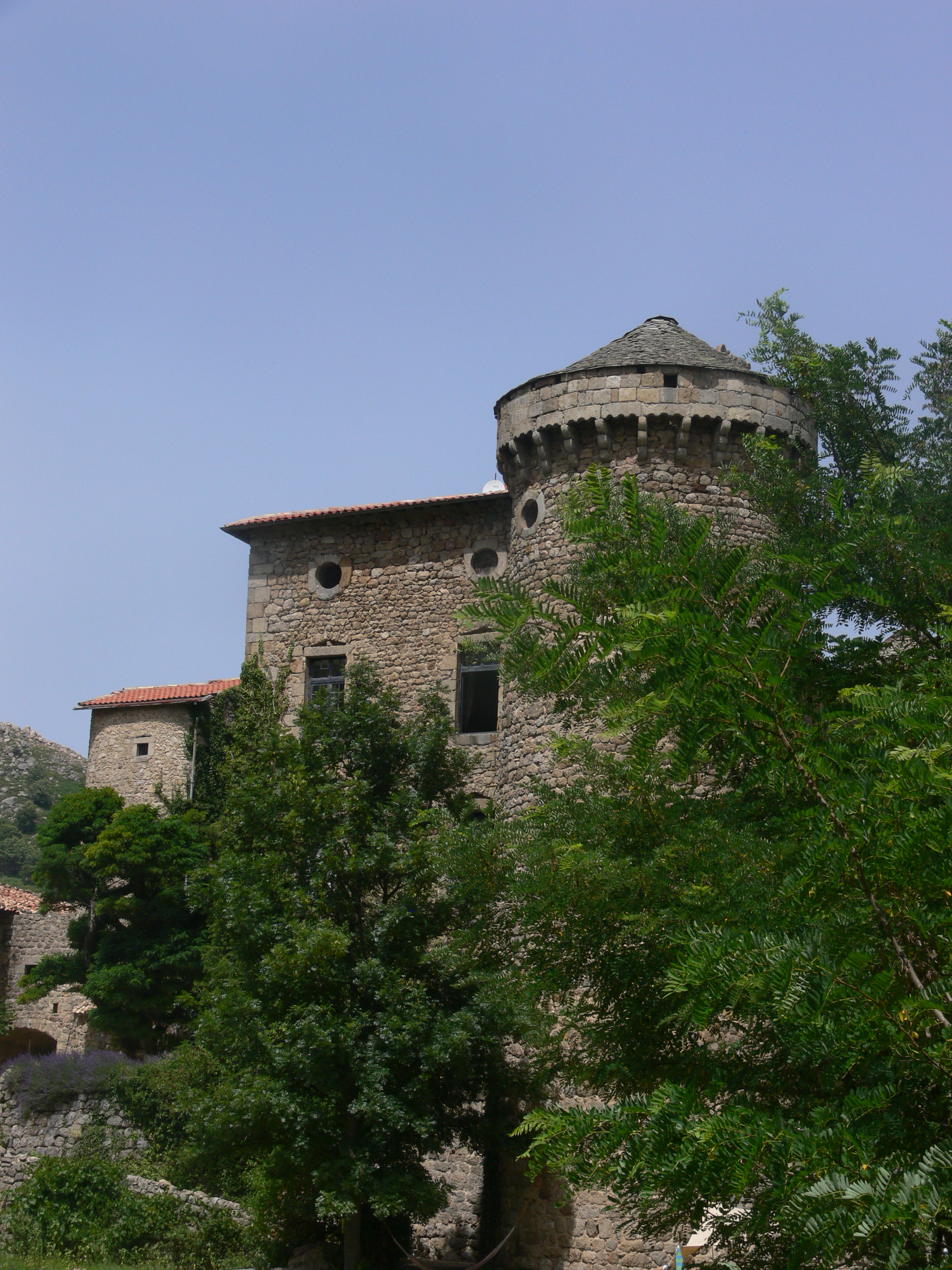
Le château Latour tel qu'il l'était avant l'incendie, à l'ouest du bourg.

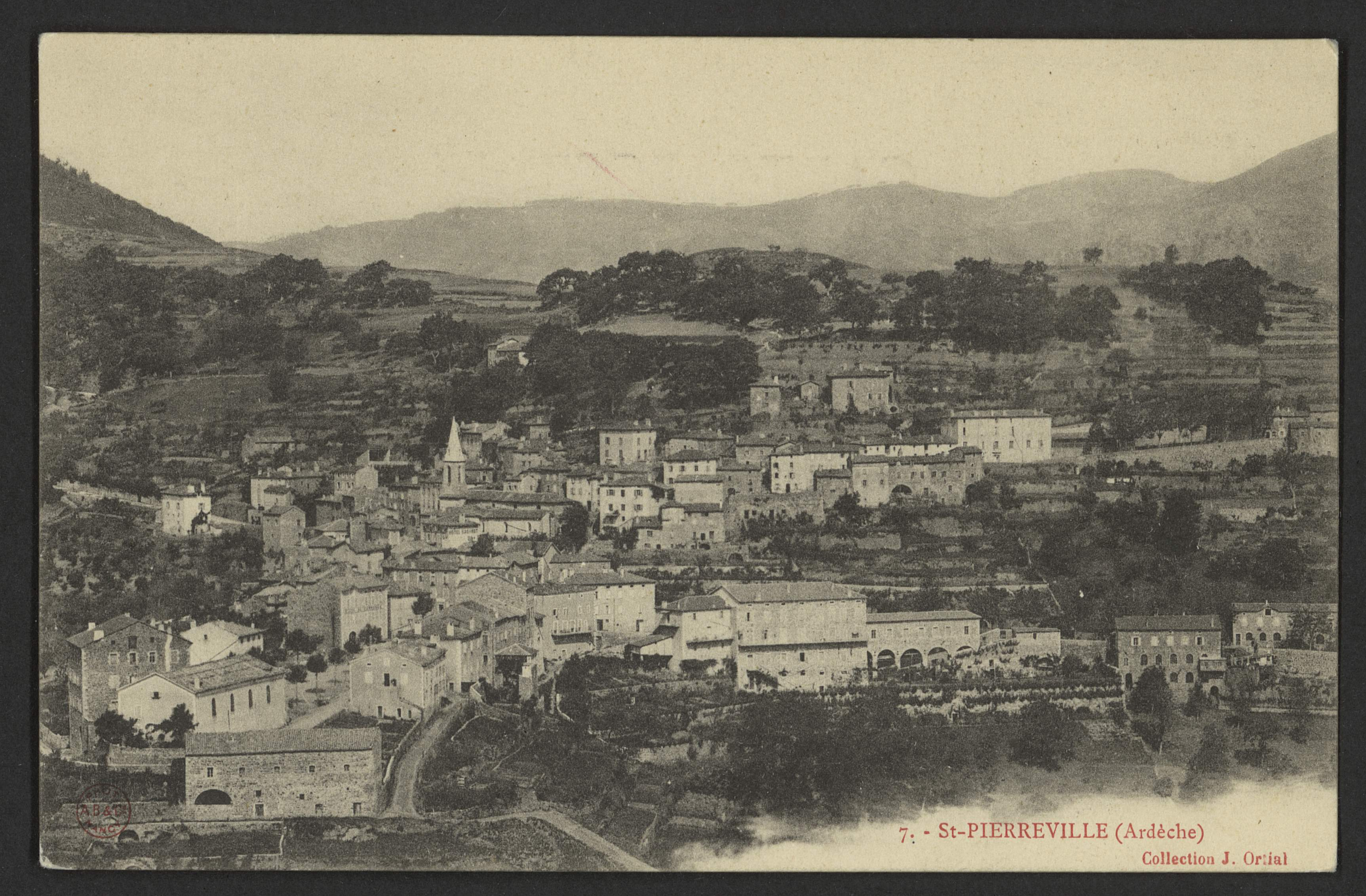
Le village de Saint Pierreville vue de l'autre côté de la vallée.

Pierre Marcha, pasteur converti en 1617 au catholicisme, aurait été l'auteur des Commentaires d'un soldat du Vivarais qui relate les guerres de religion au XVIe siècle dans ces régions,.

## Politique et administration

Fronton de la mairie de Saint-Pierreville.

### Tendances politiques et résultats

#### Élection présidentielle de 2022
Résultats élection présidentielle 2022 1er tour :
1. Jean-Luc Mélenchon : 29.41% - 90 voix
2. Marine Le Pen : 20.26% - 62 voix
3. Emmanuel Macron : 19.93% - 61 voix
4. Jean Lassalle : 9.80% - 30 voix
5. Valérie Pécresse : 4.90% - 15 voix
6. Eric Zemmour : 4.25% - 13 voix
7. Nicolas Dupont-Aignan : 2.61% - 8 voix
8. Yannick Jadot : 2.61% - 8 voix
9. Fabien Roussel : 2.29% - 7 voix
10. Anne Hidalgo  : 1.96% - 6 voix
11. Philippe Poutou : : 1.63% - 5 voix
12. Nathalie Arthaud : 0.33% - 1 voix

Résultats élection présidentielle 2022 2e tour :
1. Emmanuel Macron : 58.43 % - 149 votes
2. Marine Le Pen : 41.57% - 106 votes
3. Le village, traditionnellement à droite pendant des dizaines d'années a basculé à l'extrême gauche.

#### Élections européennes de 2024
Résultats élections européennes 2024 (scrutin unique) :
1. Jordan Bardella (RN) : 24.58%
2. Raphaël Glucksmann (PP) : 14.83%
3. Marie Toussaint (EELV) : 14.83%
4. Manon Aubry (LFI) : 11.02%
5. Valérie Hayer (REN) : 8.05%
6. Jean Lassalle (AR) : 7.20%
7. François Xavier Bellamy (LR) : 5.08%
8. Marion Maréchal (R!) : 4.66 %

### Liste des maires
| Période                                  | Période                   | Identité           | Étiquette   | Qualité                                                 |
| ---------------------------------------- | ------------------------- | ------------------ | ----------- | ------------------------------------------------------- |
| Les données manquantes sont à compléter. |                           |                    |             |                                                         |
| mars 1971                                | mars 1983                 | André-Jean Bonelli | RI puis UDF | Médecin                                                 |
| mars 1983                                | mars 2001                 | Michel Valla       | RPR puis DL | Assureur Conseiller général                             |
| mars 2001                                | mars 2014                 | Bernard Vialle     | DVD         | Directeur de la maison de retraite de Saint-Pierreville |
| 4 avril 2014                             | 23 mai 2020               | Sabine Loulier     | DVD         | Professeur d'anglais                                    |
| 23 mai 2020                              | En cours (au 24 mai 2020) | Florent Dumas      | DVG         | Responsable de service en entreprise                    |

## Population et société

Monument aux morts du village.

### Démographie
L'évolution du nombre d'habitants est connue à travers les recensements de la population effectués dans la commune depuis 1793. Pour les communes de moins de 10 000 habitants, une enquête de recensement portant sur toute la population est réalisée tous les cinq ans, les populations de référence des années intermédiaires étant quant à elles estimées par interpolation ou extrapolation. Pour la commune, le premier recensement exhaustif entrant dans le cadre du nouveau dispositif a été réalisé en 2005.

En 2022, la commune comptait 515 habitants, en évolution de −6,02 % par rapport à 2016 (Ardèche : +2,48 %, France hors Mayotte : +2,11 %).
| 1793  | 1800  | 1806  | 1821  | 1831  | 1836  | 1841  | 1846  | 1851  |
| ----- | ----- | ----- | ----- | ----- | ----- | ----- | ----- | ----- |
| 1 602 | 1 471 | 1 642 | 1 453 | 1 890 | 1 943 | 2 002 | 1 980 | 1 950 |

| 1856  | 1861  | 1866  | 1872  | 1876  | 1881  | 1886  | 1891  | 1896  |
| ----- | ----- | ----- | ----- | ----- | ----- | ----- | ----- | ----- |
| 1 911 | 1 851 | 1 918 | 2 020 | 2 003 | 1 942 | 1 933 | 1 853 | 1 863 |

| 1901  | 1906  | 1911  | 1921  | 1926  | 1931  | 1936  | 1946 | 1954 |
| ----- | ----- | ----- | ----- | ----- | ----- | ----- | ---- | ---- |
| 1 790 | 1 704 | 1 519 | 1 300 | 1 154 | 1 123 | 1 037 | 887  | 795  |

| 1962 | 1968 | 1975 | 1982 | 1990 | 1999 | 2005 | 2006 | 2010 |
| ---- | ---- | ---- | ---- | ---- | ---- | ---- | ---- | ---- |
| 718  | 606  | 537  | 478  | 528  | 504  | 514  | 508  | 543  |

| 2015 | 2020 | 2022 | - | - | - | - | - | - |
| ---- | ---- | ---- | - | - | - | - | - | - |
| 548  | 517  | 515  | - | - | - | - | - | - |

### Enseignement
La commune est rattachée à l'académie de Grenoble.

### Médias

#### Presse écrite
Deux organes de presse écrite de niveau régional sont distribués dans la commune :
- L'Hebdo de l'Ardèche, journal hebdomadaire français basé à Valence et diffusé à Privas depuis 1999. Il couvre l'actualité pour tout le département de l'Ardèche ;
- Le Dauphiné libéré, journal quotidien de la presse écrite française régionale distribué dans la plupart des départements de l'ancienne région Rhône-Alpes, notamment l'Ardèche. La commune est située dans la zone d'édition du Centre-Ardèche (Privas).

#### Presse audiovisuelle
Ici Drôme Ardèche est une radio publique diffusée sur tout le territoire du département de la Drôme.

### Culte
L'église (propriété de la commune) et la communauté catholique de Saint-Pierreville sont rattachées à la paroisse catholique de « Sacré Cœur en Val d’Eyrieux », elle même rattachée au diocèse de Viviers.

## Économie
- Société coopérative Ardelaine : musée vivant consacré à la sauvegarde du patrimoine artisanal comprenant élevage de moutons, récolte et traitement de la laine et fabrication d'habits, matelas, etc. Visites, stages et ateliers enfants et adultes.
- Tous les premiers week-ends de septembre, foire du village avec de nombreux forains, des animations, un bal…
- Fête votive en août (bal).
- Concours de chien de berger.

## Culture locale et patrimoine

### Patrimoine religieux

Fronton de l'église catholique de Saint-Pierreville.

- L'église Saint-Pierre-aux-Liens de Saint-Pierreville de style roman puis gothique : retable baroque et baptistère roman[21].
- Le temple protestant : construit en 1825, place du Clos. C'est un édifice rectangulaire, très simple, en granit.
- La grotte d'Orthial.

### Lieux et monuments

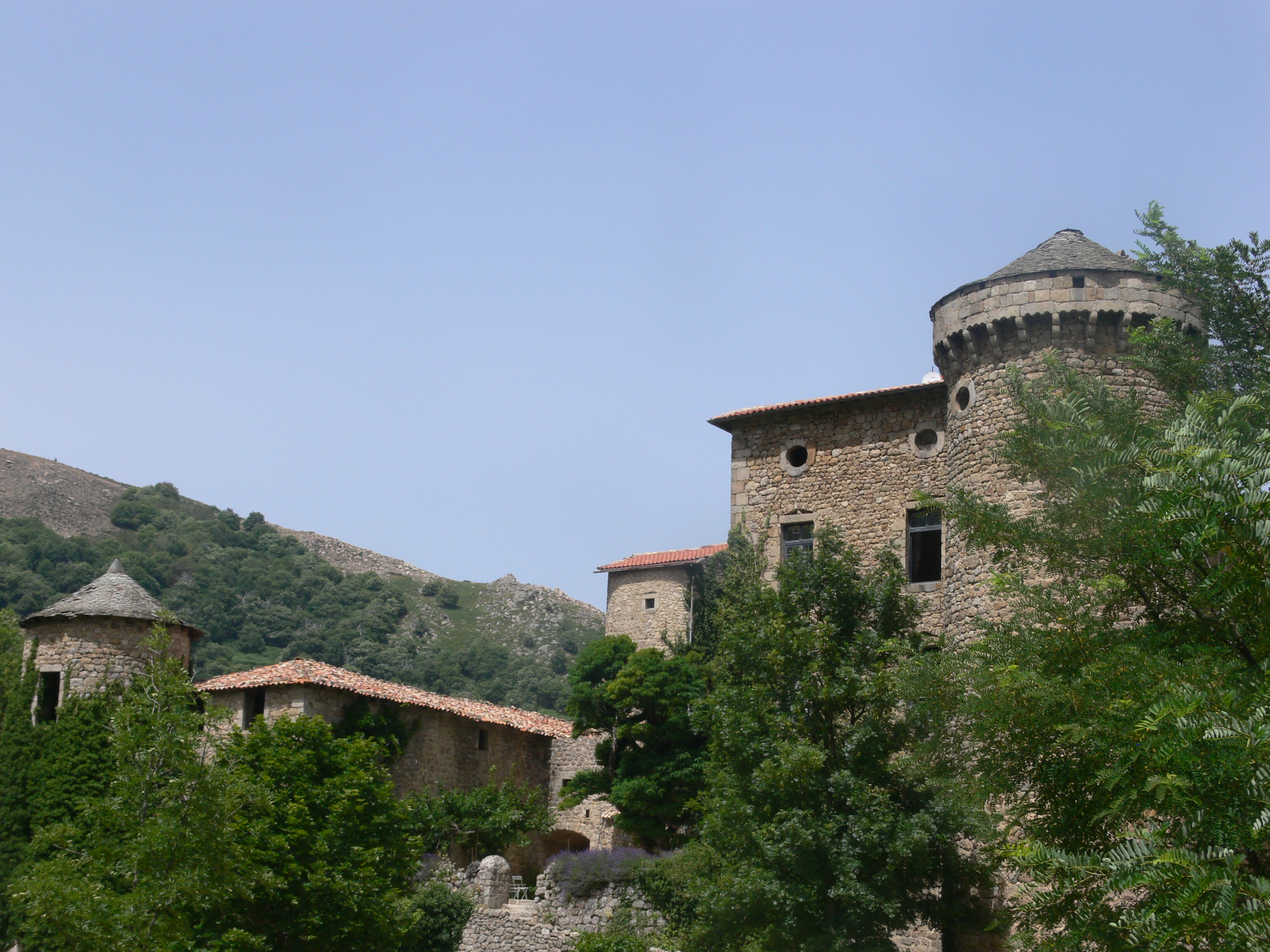
Château de La Tour.

- Ardelaine, musée vivant de la laine et du mouton présente l'histoire du travail de la laine avec un atelier de production[22].
- La maison du châtaignier[23] présente des objets relatifs à la culture de la châtaigne, des documents sonores et des images d'archives[24].
- La Fabrique du Pont d'Aleyrac, un ancien moulinage de soie, transformé en lieu d'expositions[25] depuis une quinzaine d'années présente régulièrement des peintures, photographies, sculptures de René Moreu, Willy Ronis, Louis Cordesse, Alexandre Hollan, Roland Roure, Pentti Sammallahti…
- Trois châteaux[26] : château de La Tour, de Sibleyras, du Pras. Le château de La Tour est maintenant brûlé.

### Personnalités liées à la commune
- Jean Le Moal, peintre, y a passé une large partie de son enfance.

### Héraldique
| Blason de Saint-Pierreville | Blason  | D'azur à deux clés d'or passées en sautoir, les pannetons affrontés. |
| Blason de Saint-Pierreville | Détails | Le statut officiel du blason reste à déterminer.                     |